# Société lignagère
Pour comprendre ce qu'est une société lignagère, il importe de préciser la définition anthropologique du lignage : le lignage est un groupe de filiation unilinéaire, dont les membres se réclament soit en ligne agnatique (patrilignage) soit en ligne utérine (matrilignage) d'un ancêtre commun connu. Les membres du lignage sont capables de restituer les relations généalogiques qui les lient les uns aux autres ainsi qu'à l'ancêtre fondateur du lignage. En tant qu'unité sociale, le lignage combine résidence (patrilocale ou matrilocale), filiation (patrilinéaire ou matrilinéaire), principe d'autorité (stratification par âge et par sexe, aînesse et adelphie) et patrimoine (héritage et succession en primogéniture) (...) Un lignage qui s'accroît au fil des générations (jusqu'à cinq et plus) peut atteindre un effectif considérable (plusieurs milliers d'individus). Passé un certain seuil déterminé par la quantité de terre disponible, la compatibilité entre l'impératif de choix d'un conjoint et le respect de la règle d'exogamie, etc. le lignage se segmente et essaime.
L'organisation de la société lignagère, selon E.E. Evans-Pritchard , est fondée sur la conservation d'une généalogie unique embrassant l'ensemble de la société, dans laquelle tous les groupes qui constituent celle-ci sont placés de façon précise. On remarquera qu'au contraire, là où un système politique à pouvoir centralisé apparaît, les groupements lignagers tendent à s'effacer, la généalogie qui définit les lignages se raccourcit, tandis que s'allonge celle de la dynastie régnante. (...)
Selon Meyer Fortes, c'est un groupe organique, se perpétuant lui-même, défini par une charte généalogique, et multifonctionnel (...). De ce point de vue (celui de Fortes) la filiation ne règle pas seulement la parenté, mais l'ensemble des niveaux politiques et juridiques. Au contraire de ce courant, avec l'école de pensée structuraliste, « les groupes de filiation sont définis par les règles de mariage... Les relations d'alliance forment le lien crucial entre lignages qui ne sont plus considérés en eux-mêmes comme système total ».
Quant au système de lignages : de la façon la plus simple, il est défini comme un ensemble d'individus ayant un ancêtre commun, en ligne paternelle, ou en ligne maternelle, selon les cas....